# دریاچه ام‌البینی
دریاچه ام‌البینی (انگلیسی: Umm al Binni lake) یا ام‌البنی دریاچه‌ای است خشک شده در استان میسان واقع در شرق عراق.